# Episimus nesiotes
Episimus nesiotes is een vlinder uit de familie van de bladrollers (Tortricidae). De wetenschappelijke naam van de soort is voor het eerst gepubliceerd in 1897 door Thomas de Grey Walsingham.
De soort komt voor op de Amerikaanse Maagdeneilanden (Saint Croix).